# Deutsche Zeitung Bessarabiens
Die Deutsche Zeitung Bessarabiens war eine deutschsprachige Wochenzeitung, die von 1919 bis 1940 in Tarutino (ukr. Tarutyne, heute Ukraine) im Königreich Rumänien erschienen ist. Die vom Lehrer Karl Liebram herausgegebene Zeitung war an die bessarabiendeutsche Minderheit gerichtet. Berichtet wurde über das politische Geschehen im In- und Ausland sowie über Nachrichten zum Wirtschaftsleben. Beilagen waren Unsere Schule (1919–1924), Der bessarabische Landwirt (1921–1923) und Kirchliche Nachrichten (1922–1924). Aufgrund der deutlichen Ablehnung der Staatsordnung der benachbarten Sowjetunion durch die meist landbesitzenden Bessarabiendeutschen, die im Falle einer sowjetischen Besetzung eine Enteignung durch Kollektivierung befürchteten, war die Deutsche Zeitung Bessarabiens überaus rumänienfreundlich eingestellt. Eine Rolle spielte hierbei auch die rumänische Zensur, die in der lange Zeit unter Kriegsrecht stehenden Grenzregion besonders streng durchgesetzt wurde. 1935 wurde als erfolgreiche konkurrierende Zeitung das von Otto Seller herausgegebene nationalsozialistisch geprägte Deutsche Volksblatt (1935–1940) gegründet. Die Deutsche Zeitung Bessarabiens wurde schließlich im Frühjahr 1940 eingestellt; wenige Monate später wurde Bessarabien von sowjetischen Truppen besetzt.

## Chefredakteure
Schriftleitung:
- Christian Kalmbach (bis 9. März 1921)
- A. Knauer (12. März – 8. Juni 1921)
- Ernst Neumann (ab 11. Juni 1921)